# Elektrostatický výboj

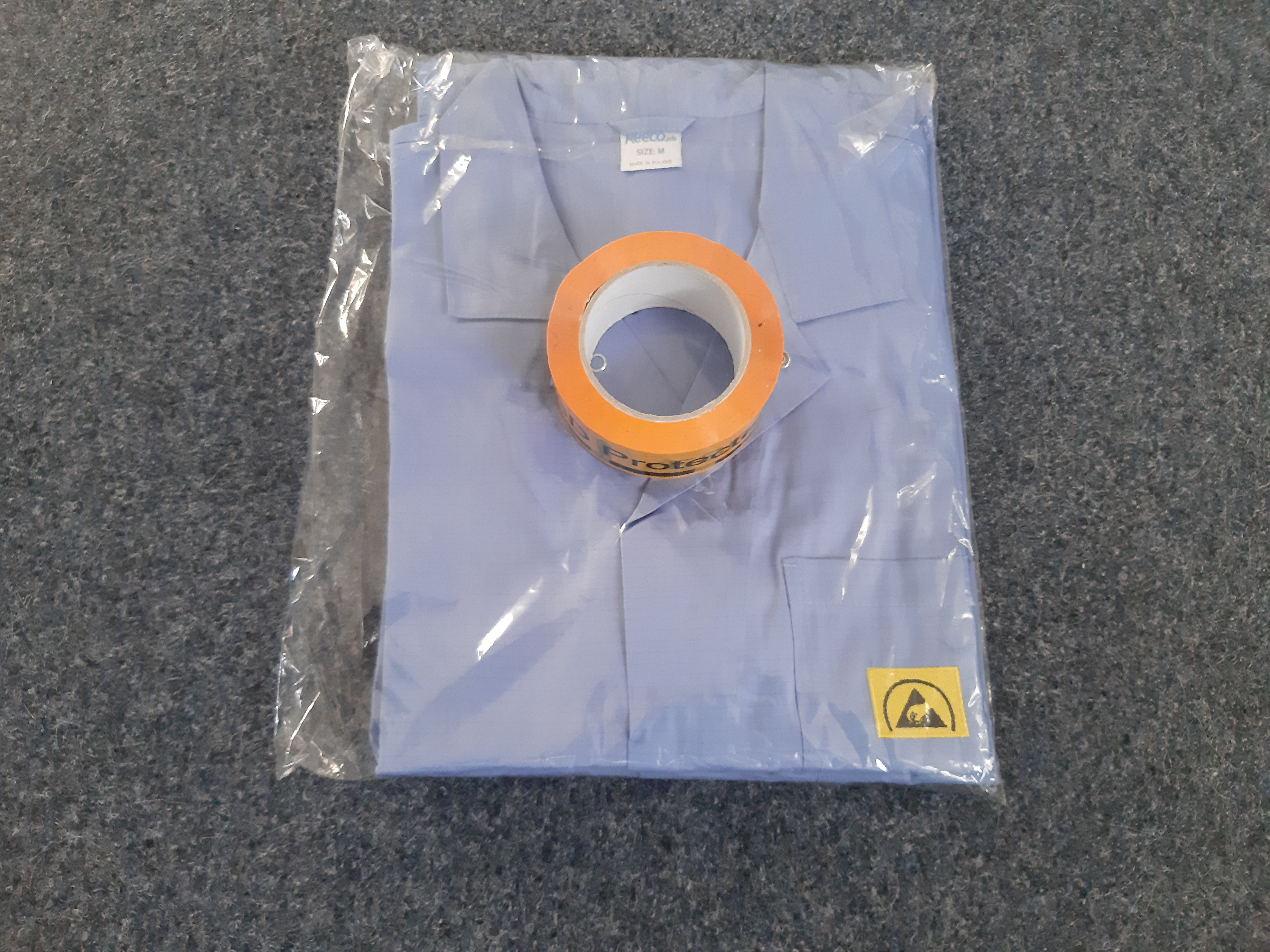
ESD ochranný plášť a páska vyznačující zónu, ve které je nutno dodržovat zásady pro ochranu před elektrostatickým výbojem.

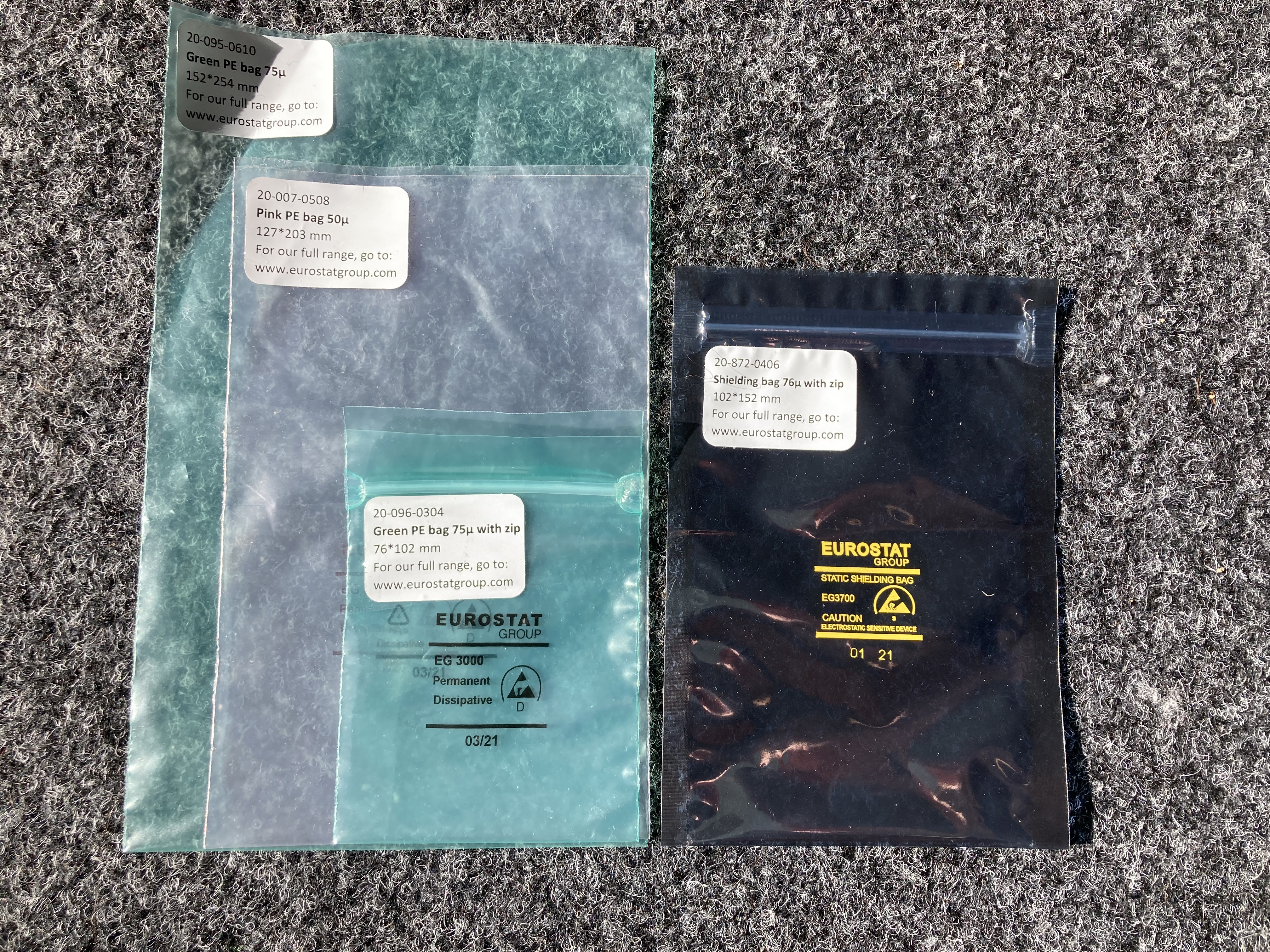
ESD ochranné obaly jsou vyráběny v různých provedeních.

Elektrostatický výboj je náhlý a krátkodobý elektrický proud mezi dvěma objekty s různým elektrickým potenciálem.
Příkladem elektrostatického výboje v přírodě je blesk.
V technice se jedná o vážný problém hlavně u elektronických součástek, a to hlavně v integrovaných obvodech, kde během i nepostřehnutelného okamžiku může dojít ke zničení obvodu, jeho pouhým dotykem s druhým objektem o odlišném elektrickém potenciálu, jímž pro integrované obvody může být i člověk, sám výboj pak zdaleka nemusí dosahovat velikostí blesku (lidské tělo se může nabít nad potenciál elektronických součástek, když sundáváme svetr, jehož materiál se tře třeba s vlasy, či pokud vystupujeme z auta a oblečení se tře s povrchem sedadla).
Pro ochranu elektronických přístrojů před elektrostatickém výbojem existují různá antistatická zařízení, která mají zajistit bezpečné uzemnění elektrostatického náboje. Při domácí manipulaci může posloužit k vybití například dotek s kovovými trubkami plynového, vodovodního rozvodu či kovovými trubkami a radiátory ústředního topení; plastové rozvody to však neumožňují.